# Effectifs de la coupe du monde des clubs de beach soccer 2011
Cet article présente les effectifs des clubs lors de la Coupe du monde des clubs de beach soccer 2011.

## Groupe A

### Corinthians
| Coach : Alexandre Soares | Coach : Alexandre Soares | Coach : Alexandre Soares |
| ------------------------ | ------------------------ | ------------------------ |
| Mão                      | Cesar Mendoza            |                          |
| Buru                     | Dannilo Neumann          |                          |
| Benjamin                 | Yahya Al-Araimi          |                          |
| Minichi                  | Raphael                  |                          |
| Fabian                   | Juninho Alagoano         |                          |

### Lokomotiv Moscou
| Coach : Ilya Leonov | Coach : Ilya Leonov | Coach : Ilya Leonov |
| ------------------- | ------------------- | ------------------- |
| Ilya Leonov         | Vitaliy Sydorenko   |                     |
| Anton Shkarin       | Daniel Lima         |                     |
| Iegor Chaïkov       | Humaid Jamal        |                     |
| Maci                | Yuri Gorchinskiy    |                     |
| Igor Borsuk         | Alexei Smertin      |                     |

### Santos
| Coach: Gustavo Zloccowick | Coach: Gustavo Zloccowick | Coach: Gustavo Zloccowick |
| ------------------------- | ------------------------- | ------------------------- |
| Du Alves                  | Capurro                   |                           |
| Wellington                | Kuman                     |                           |
| Dunga                     | Tony                      |                           |
| Fabricio                  | Ricardinho                |                           |
| José Ignacio Mena         | Baudillo Guardado         |                           |

### Seattle Sounders
| Coach : Marcelo Mendes | Coach : Marcelo Mendes |
| ---------------------- | ---------------------- |
| Michael McAndrews      | Francisco Velásquez    |
| Gil                    | Nico Jung              |
| Yuri Morales           | Ali Karim              |
| Francisco Cati         | Francis Farberhoff     |
| Morgan Plata           | Osmar Moreira          |

### Sporting CP
| Coach : Bilro        | Coach : Bilro       | Coach : Bilro |
| -------------------- | ------------------- | ------------- |
| Madjer               | Boguslaw Saganowski |               |
| Alan Cavalcanti      | Fernando DDI        |               |
| Belchior             | Bruno Xavier        |               |
| Michele Leghissa     | Paulo Graça         |               |
| Francesco Corosiniti | Leandro Fanta       |               |

## Groupe B

### Barcelone
| Coach : Ramiro Amarelle | Coach : Ramiro Amarelle | Coach : Ramiro Amarelle |
| ----------------------- | ----------------------- | ----------------------- |
| Juanma                  | Witold Ziober           |                         |
| Javier Torres           | Fred                    |                         |
| Nico                    | Tomoya Ginoza           |                         |
| Andreï Boukhlitski      | Ramiro Amarelle         |                         |
| Dmitry Shishin          | Rui Mota                |                         |

### Boca Juniors
| Coach : Casado       | Coach : Casado          | Coach : Casado |
| -------------------- | ----------------------- | -------------- |
| Cesar Leguizamon     | Adielson                |                |
| Luciano Franceschini | Victor Lopez            |                |
| Agustin Dallera      | Simone Del Mestre       |                |
| Nicolas Bella        | Javier Vivas            |                |
| Bruno Malias         | Sebastian Gomez Polatti |                |

### Flamengo
| Coach : Andrey Valerio   | Coach : Andrey Valerio | Coach : Andrey Valerio |
| ------------------------ | ---------------------- | ---------------------- |
| Souza                    | Anderson Tavares       |                        |
| Anderson                 | Bernardo Tell          |                        |
| André                    | Miguel Estrada         |                        |
| Diego Alberto Montserrat | Duda                   |                        |
| Matías Isaias Cabrera    |                        |                        |

### Milan BS
| Coach : Pannizza  | Coach : Pannizza        | Coach : Pannizza |
| ----------------- | ----------------------- | ---------------- |
| Roberto Pasquali  | Stephan Meier           |                  |
| Michele Zanini    | Juninho Erivaldo Santos |                  |
| Abdel Hafez Ahmed | Claudinho               |                  |
| Dejan Stankovic   | Marco Casarsa           |                  |
| Stéphane François | José Portillo           |                  |

### Vasco da Gama
| Coach : Gilberto da Costa | Coach : Gilberto da Costa |
| ------------------------- | ------------------------- |
| Betinho                   | Gustavo Sebe              |
| Bruno Xavier              | Bernardo Botelho          |
| Jorginho                  | Ricardo Villalobos        |
| Pampero                   | Gabriel                   |
| Marcelo Salgueiro         | Rafinha                   |

## Source
- (en) « Great teams and big stars confirmed for the Mundialito de Clubes », sur beachsoccer.com, 21 février 2011 (consulté le 20 novembre 2014)